# إيسوب

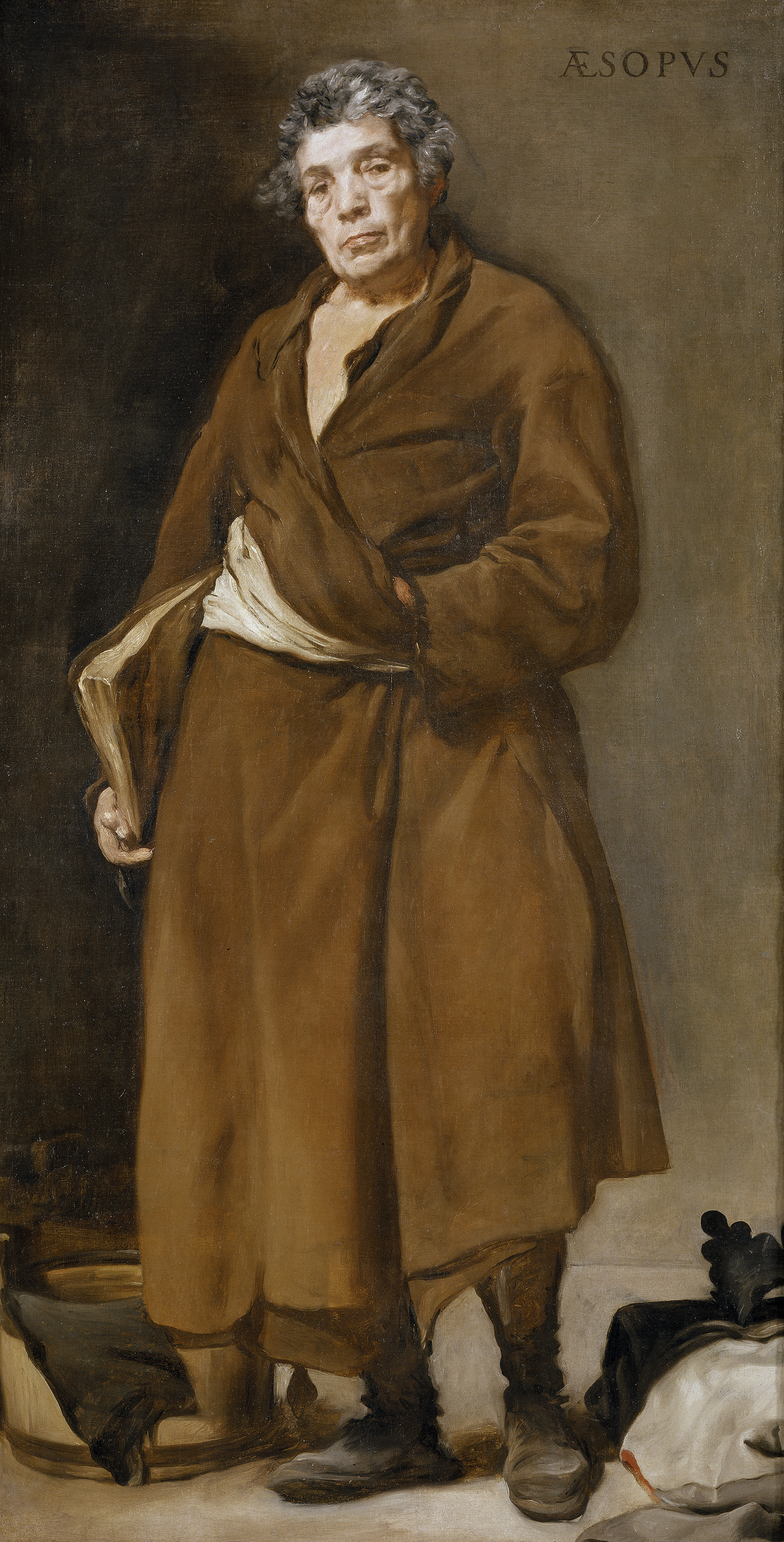

إيسوب (620 ق.م-564 ق.م) (بالإغريقية: Αἴσωπος) هو كاتب إغريقي اُشتهر بكتابة الحكايات التي تنسب إليه المسماة «خرافات إيسوب» وكان معاصر لكل من كرويسوس وسولون في منتصف القرن الخامس قبل الميلاد في اليونان القديمة.

## حياته
نعرف القليل عن حياة إيسوب، ولكن يُعتقد أنه كان عبداً وعاش في القرن السادس قبل الميلاد. لم يكتب الأساطير بنفسه. إنها أصبحت جزءاً من التقاليد الشفوية لتلاوة القصص التي دُونت في آخر الأمر من قبل معاصريه. ويعتبر إيسوب الإغريقي رائد هذا النوع من القصص الخيالية بلا منازع، ولا يُعرف الكثير عن حياة هذا الفيلسوف والمبدع الكبير لكن المؤرخين متفقون على أنه ولد عبداً، لكنه استرد حريته فيما بعد واستطاع أن يتوفّر على كثير من الشهرة والصيت بفضل أساطيره الفلسفية المعبرة. وقد سافر إلى العديد من البلدان حتى انتهى به المطاف ضيفا على بلاط ملك ليديا الذي اصطفاه واحتضنه بعد أن توسّم فيه الكثير من أمارات البراعة والذكاء.

## هل إيسوب شخصية حقيقة
تتضارب الأقوال حول هذا الرجل فمن الباحثين من ينكر وجوده أصلا، ويعتقد أن اليونانيين كانوا ولوعين بنسبة الأعمال إلى مؤلف ما. فإن لم يجدوه اخترعوا لها مؤلفا! وهذا ما حدث في مجموعة من الحكايات الشعبية التي رددها الناس في اليونان، كما هي العادة عند كل الشعوب، وفي مختلف العصور، ثم نسبوها إلى شخصية خرافية اسمها إيسوب!
والفريق الثاني يرى أنه شخصية أسطورية وأنه مؤلف مئات من الحكايات الخرافية التي نسبت إليه.
أما الفريق الثالث وعلى رأسه هيرودوت فيرى أنه شخصية حقيقة، عاش في القرن السادس قبل الميلاد، وأنه كان عبدا لدى مالك يدعى «زانثوس» وفي مرحلة لاحقة عند مالك آخر يدعى «يادمون» وقد أعتقه بعد ذلك. وأنه كتب بعض الحكايات الخرافية المنسوبة إليه ولم يصل إلينا ما يؤكد عددها ومضمونها تأكيدا تاما.

## حكاياته الخرافية
- الجندب والنملة
- الثعلب والعنب
- الثعلب والأسد المريض
- الغراب والثعلب

## روابط خارجية
- إيسوب على موقع IMDb (الإنجليزية)
- إيسوب على موقع الموسوعة البريطانية (الإنجليزية)
- إيسوب على موقع ميوزك برينز (الإنجليزية)
- إيسوب على موقع إن إن دي بي (الإنجليزية)
- إيسوب على موقع ديسكوغز (الإنجليزية)
- إيسوب على موقع قاعدة بيانات الفيلم (الإنجليزية)